# SL4A
Scripting Layer for Android（簡稱SL4A，前稱 Android Scripting Environment 或 ASE）是個已終止開發的庫，允許透過Android直接建立並執行以各種手稿語言撰寫的程式。SL4A是替開發人員設計的，但如今已不再處於積極開發狀態。
腳本可以透過簡化過的介面存取一般 Java Android 應用程式所使用許多的 API。這些腳本可於終端機中透過交互模式執行，或經由 Android 服務架構在後台執行。目前支援的語言包括：
- Python（使用 CPython）
- Perl
- Ruby（使用 JRuby）
- Lua
- BeanShell
- JavaScript（使用 Rhino）
- Tcl
- Rexx（使用 BRexx）

SL4A最初由Google發表於2009年六月。一開始的名稱為「Android Scripting Environment」(ASE)。然而，即使該專案的許多開發者都曾替Google工作過，它本身並不是Google的官方產品。它最初由 Damon Kohler 開發，並且透過眾多開發者的貢獻而得以發展。

## 另見
- Termux
- Kivy

## 外部連結
- SL4A project page （页面存档备份，存于）